# كونستانتين زوكرمان
كونستانتين زوكرمان (بالفرنسية: Constantine Zuckerman)‏ هو مؤرخ فرنسي، ولد في 1957.